# AO Evizo
El AO Evizo es un equipo de fútbol de Gabón que juega en la Tercera División de Gabón, tercera categoría de fútbol en el país.

## Historia
Fue fundado en el año 1976 en la localidad de Lambaréné en la provincia de Moyen-Ogooué y fue uno de los equipos fundadores de la Primera División de Gabón, pero fue a partir de la temporada de 1998 que toma fuerza en la Primera División de Gabón.
En la temporada 2000 el club obtiene su resultado más importante, el cual fue terminar de subcampeón de liga, solo detrás del AS Mangasport. El equipo se mantuvo en la máxima categoría hasta su descenso en la temporada 2002 tras terminar en el 12º lugar entre 14 equipos.
A nivel internacional ha participado en un torneo continental, en la Recopa Africana 2001, donde fue eliminado en los cuartos de final por el Kumbo Strickers de Camerún.

## Participación en competiciones de la CAF
| Temporada | Torneo          | Ronda            | Club             | Casa | Visita | Global  |
| --------- | --------------- | ---------------- | ---------------- | ---- | ------ | ------- |
| 2001      | Recopa Africana | Preliminar       | Deportivo Unidad | 1-0  | 5-1    | 6-1     |
| 2001      | Recopa Africana | 1                | Okwawu United    | w.o. | w.o.   | w.o.    |
| 2001      | Recopa Africana | 2                | FAR Rabat        | 2-0  | 1-3    | 3-3 (v) |
| 2001      | Recopa Africana | Cuartos de final | Kumbo Strickers  | 0-1  | 0-2    | 0-3     |